# 皮羅斯湖
皮羅斯湖是俄羅斯的湖泊，由特維爾州和諾夫哥羅德州負責管轄，位於瓦爾代高地，長10公里、寬5公里，面積31.2平方公里，集水區面積2,120平方公里，最大水深11.5米，湖水主要來自融雪，每年十一月至翌年五月結冰。